# Mesobatrachia
Mesobatrachia (лат.) — традиционно выделяемый подотряд земноводных отряда бесхвостых (Anura). Включает 6 современных семейств, 24 рода, 187 видов.
Общая длина представителей этого подотряда варьирует от 2 до 20 см. Подотряд Mesobatrachia является своеобразным промежуточным звеном между подотрядами Archaeobatrachia и Neobatrachia. Голова у большинства видов довольно массивная или среднего размера. Глаза преимущественно с вертикальными зрачками. Особенностью является строение позвоночника. У них есть задневогнутые (опистоцельные) позвонки в сочетании с передневогнутыми (процельными) позвонками. Плечевой пояс подвижный. Рёбра отсутствуют. Также большинство видов не способно свободно выбрасывать свой язык при охоте.
Встречаются в различных ландшафтах. Могут находиться длительное время на суше. Активность преимущественно сумеречная и утренняя. Способны рыть норы. Питаются беспозвоночными, мелкой рыбой.
Это яйцекладущие земноводные.
Обитают в Европе, Передней, Средней и Юго-Восточной Азии, Северной и Южной Америке, Африке.

## Классификация
- Семейство Megophryidae — Рогатые чесночницы
- Семейство Pelobatidae — Чесночницы
- Семейство Pelodytidae — Крестовки
- Семейство Pipidae — Пиповые
- Семейство Rhinophrynidae — Носатые жабы
- Семейство Scaphiopodidae — Лопатоноги